# كل حياتي (فلم)
كل حياتي (بالإنجليزية: All My Life) هو فيلم رومانسي دراما أمريكي إنتاج سنة 2020 ومن إخراج مارك مايرز وبطولة جيسيكا روث، هاري شوم جونيور وجاي فارو.تم عرض الفيلم في المملكة المتحدة في 23 أكتوبر 2020، ومن المقرر عرضه في الولايات المتحدة يوم 4 ديسمبر 2020.